# Kitashiobara
Kitashiobara (北塩原村, Kitashiobara-mura) est un village japonais situé dans la préfecture de Fukushima.

## Géographie
Le village de Kitashiobara est situé dans le nord-ouest de la préfecture de Fukushima sur l'île de Honshū. Il s'étend d'est en ouest sur 22,5 km et, sur environ 19,3 km, du sud au nord du mont Bandai aux monts Azuma dont le plus haut sommet, le mont Nishiazuma, se trouve au nord-est du village.
Le lac Hibara, formé lors de l'éruption volcanique du mont Bandai le 15 juillet 1888, occupe la partie centrale du village. Et l'étang Oguni se trouve au pied occidental du mont Nekoma dans le sud du village.
La superficie de Kitashiobara est de 233,94 km2 dont 80 % de montagne et 2,5 % de terres agricoles.

### Démographie
Au 1er août 2015, la population de Kitashiobara s'élevait à 2 970 habitants.
La population du village ne cesse de décroître depuis le début des années 1960, passant de 5 351 habitants en 1960 à 3 644 en 2000 puis à 2 970 en 2015.

### Municipalités voisines
| Kitakata / Yonezawa | Yonezawa     | Yonezawa / Inawashiro |
| Kitakata            | Kitashiobara | Inawashiro            |
| Kitakata            | Bandai       | Inawashiro            |

### Toponymie
Le nom du village est un mot-valise formé par la fusion des noms des anciens villages de Kitayama, Ōshio, et Hibara.

## Histoire
En 1584, le clan Date du domaine de Yonezawa envahit le domaine d'Aizu, propriété du clan Ashina. Un an plus tard, le daimyō Date Masamune fait construire un château sur les terres nouvellement conquises : le château de Hibara.
Au début de l'ère Edo (1603-1868), la région du château de Hibara constitue un axe routier important pour les échanges, notamment commerciaux, entre les domaines féodaux de la province de Dewa, comme le domaine de Yonezawa, et la capitale Edo.
Le 15 juillet 1888, l'éruption du mont Bandai transforme la région. Le château de Hibara est détruit ; des lacs et des étangs se forment dont les lacs Hibara et Goshiki, et l'étang Oguni.
En 1889, la mise en place du nouveau système d'administration des municipalités élaboré par le gouvernement de Meiji amorce la fusion des villages de Kitayama, Ōshio, et Hibara dans le nord-est de la région d'Aizu. La fusion est officialisée le 31 mars 1954 et fonde le village de Kitashiobara.

## Culture
- Le musée d'art moderne Morohashi a ouvert ses portes en 1999.

## Symboles municipaux
La fleur symbole du village de Kitashiobara est le lysichite blanc, son arbre symbole le cerisier des montagnes d'Ezo et son oiseau symbole la mésange de Chine.
Sa bannière est composée du sinogramme japonais : 北 (nord) stylisé, de forme ronde et symbolisant l'union harmonieuse (couleur verte) des villageois autour de leur village, et de deux cercles intérieurs à gauche et à droite représentant l'idée que le futur est le développement du village.